# Daemilus
Daemilus là một chi bướm đêm thuộc phân họ Tortricinae của họ Tortricidae.

## Các loài
- Daemilus fulva (Filipjev, 1962)
- Daemilus mutuurai Yasuda, 1975